# Liste der Monuments historiques in Abreschviller
Die Liste der Monuments historiques in Abreschviller führt die Monuments historiques in der französischen Gemeinde Abreschviller auf.

## Liste der Objekte
| Bezeichnung                   | Beschreibung                                                           | Standort                                                            | Kennzeichnung | Schutzstatus | Datum | Bild           |
| ----------------------------- | ---------------------------------------------------------------------- | ------------------------------------------------------------------- | ------------- | ------------ | ----- | -------------- |
| Güterwagen Nr. 53             | geschlossener Güterwagen                                               | im Lokschuppen des Chemin de fer touristique d’Abreschviller (Lage) | PM57000531    | Classé       | 1992  |                |
| Draisine Renault NN 1         | Eigenbau aus einem Renault Type NN, um 1925                            | im Lokschuppen des Chemin de fer touristique d’Abreschviller (Lage) | PM57000568    | Classé       | 1995  |                |
| Dampflokomotive 020 020 T 476 | Bauart Mallet, 1906 bei der Maschinenbau-Gesellschaft Heilbronn gebaut | im Lokschuppen des Chemin de fer touristique d’Abreschviller (Lage) | PM57000003    | Classé       | 1987  | weitere Bilder |
| Personenwagen Nr. 55 und 56   | offene Personenwagen                                                   | im Lokschuppen des Chemin de fer touristique d’Abreschviller (Lage) | PM57000530    | Classé       | 1992  |                |
| Dienstwagen Nr. 51            | geschlossener, sechssitziger Personenwagen mit Plattform               | im Lokschuppen des Chemin de fer touristique d’Abreschviller (Lage) | PM57000528    | Classé       | 1992  |                |
| Güterwagen Nr. 61–66          | drei Doppelwagen zum Holztransport                                     | im Lokschuppen des Chemin de fer touristique d’Abreschviller (Lage) | PM57000529    | Classé       | 1992  |                |